# Neimen
Neimen (chiń. upr. 内门区; chiń. trad. 內門區; pinyin Nèimén qū; Wade-Giles Nei-men ch’ü) – dzielnica (chiń. 區, qū) w rejonie Cishan miasta wydzielonego Kaohsiung na Tajwanie. 
23 czerwca 2009 komitet przy Ministrze Spraw Wewnętrznych Republiki Chińskiej zarekomendował scalenie dotychczasowego powiatu Kaohsiung (chiń. trad. 高雄縣; pinyin Gāoxióng xiàn) i miasta wydzielonego Kaohsiung (chiń. trad. 高雄直轄市; pinyin Gāoxióng zhíxiáshì) w jedno miasto wydzielone; wszystkie gminy wiejskie (chiń. 鄉, xiāng), jak Neimen, miejskie oraz miasta wchodzące w skład powiatu zostały przekształcone w dzielnice (chiń. 區, qū). Ustawa weszła w życie 25 grudnia 2010 roku.
Populacja dzielnicy Neimen w 2016 roku liczyła 14 743 mieszkańców – 6761 kobiet i 7982 mężczyzn. Liczba gospodarstw domowych wynosiła 5101, co oznacza, że w jednym gospodarstwie zamieszkiwało średnio 2,89 osób.

## Demografia (2011–2016)
| Rok  | Liczba ludności | Gęstość zaludnienia | Kobiety | Mężczyźni | Gospodarstwa domowe |
| ---- | --------------- | ------------------- | ------- | --------- | ------------------- |
| 2011 | 15 662          | 163                 | 7125    | 8537      | 5052                |
| 2012 | 15 510          | 162                 | 7036    | 8474      | 5054                |
| 2013 | 15 351          | 160                 | 6996    | 8355      | 5071                |
| 2014 | 15 178          | 158                 | 6954    | 8224      | 5063                |
| 2015 | 14 978          | 156                 | 6878    | 8100      | 5074                |
| 2016 | 14 743          | 154                 | 6761    | 7982      | 5101                |